# Henicoxiphium redactum
Henicoxiphium redactum är en kräftdjursart som beskrevs av Rolf Dieter Illg och Humes 1971. Henicoxiphium redactum ingår i släktet Henicoxiphium och familjen Lichomolgidae. Inga underarter finns listade i Catalogue of Life.